# PSMA3
PSMA3 (англ. Proteasome subunit alpha 3) – білок, який кодується однойменним геном, розташованим у людей на короткому плечі 14-ї хромосоми. Довжина поліпептидного ланцюга білка становить 255 амінокислот, а молекулярна маса — 28 433.
| 10         |  | 20         |  | 30         |  | 40         |  | 50         |
| ---------- |  | ---------- |  | ---------- |  | ---------- |  | ---------- |
| MSSIGTGYDL |  | SASTFSPDGR |  | VFQVEYAMKA |  | VENSSTAIGI |  | RCKDGVVFGV |
| EKLVLSKLYE |  | EGSNKRLFNV |  | DRHVGMAVAG |  | LLADARSLAD |  | IAREEASNFR |
| SNFGYNIPLK |  | HLADRVAMYV |  | HAYTLYSAVR |  | PFGCSFMLGS |  | YSVNDGAQLY |
| MIDPSGVSYG |  | YWGCAIGKAR |  | QAAKTEIEKL |  | QMKEMTCRDI |  | VKEVAKIIYI |
| VHDEVKDKAF |  | ELELSWVGEL |  | TNGRHEIVPK |  | DIREEAEKYA |  | KESLKEEDES |
| DDDNM      |  |            |  |            |  |            |  |            |

A: Аланін

C: Цистеїн

D: Аспарагінова кислота

E: Глутамінова кислота

F: Фенілаланін

G: Гліцин

H: Гістидин

I: Ізолейцин

K: Лізин

L: Лейцин

M: Метіонін

N: Аспарагін

P: Пролін

Q: Глутамін

R: Аргінін

S: Серин

T: Треонін

V: Валін

W: Триптофан

Кодований геном білок за функціями належить до гідролаз, протеаз, треонінових протеаз. 
Задіяний у такому біологічному процесі як взаємодія хазяїн-вірус. 
Локалізований у цитоплазмі, ядрі.